# أسلام أباد (غوهران)
أسلام أباد (بالفارسية: اسلام‌آباد) هي قرية تقع في إيران في قسم غوهران الريفي. يقدر عدد سكانها بـ 129 نسمة .